# Saturnino Lizano Gutiérrez

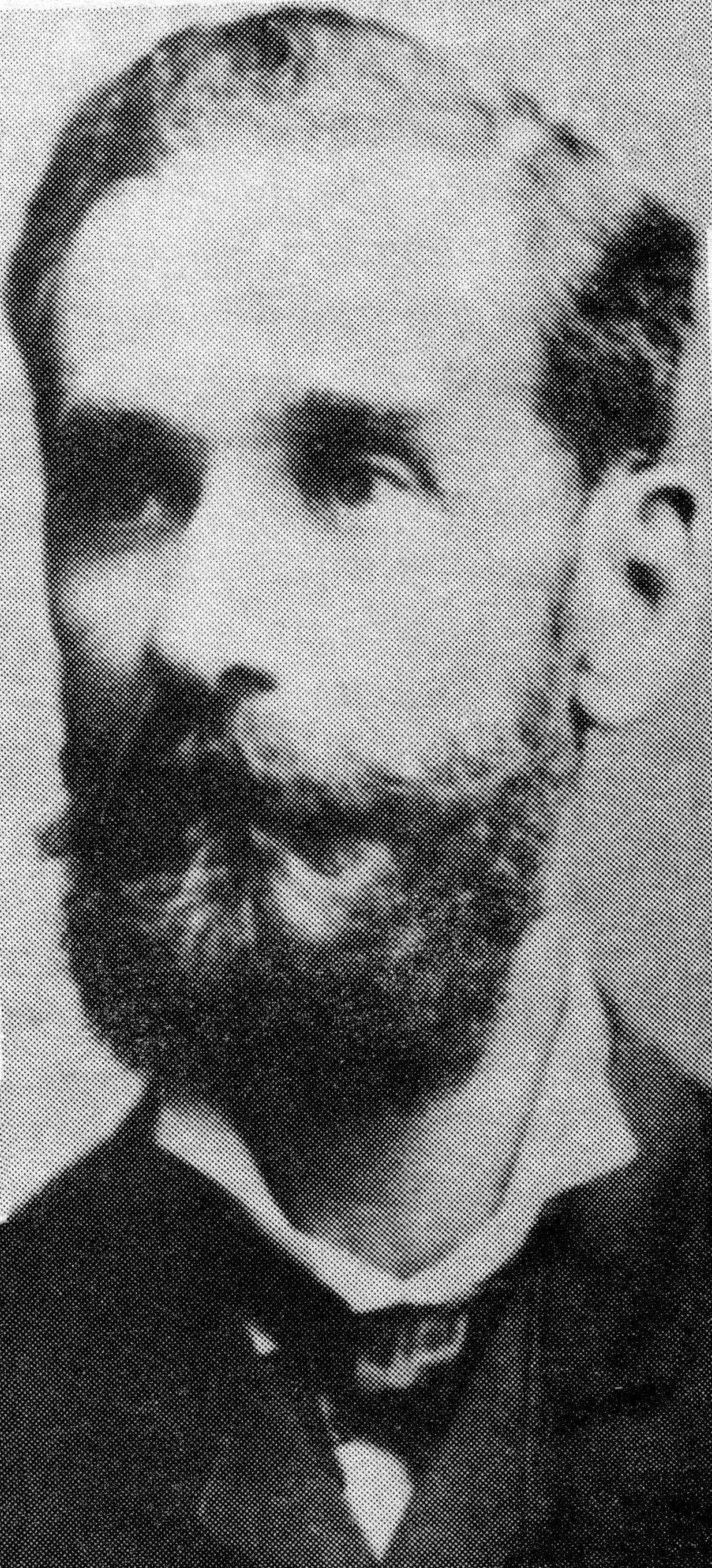
Saturnino Lizano Gutiérrez, sein Porträt hing im Saal der Expräsidenten im Parlament

Saturnino Lizano Gutiérrez (* 29. November 1826 in Esparza, Costa Rica; † 19. April 1905 in San José (Costa Rica)) war von 6. Juli bis 10. August 1882 Präsident von Costa Rica.

## Leben

### Herkunft und frühe Laufbahn
Seine Eltern waren Frau Gutiérrez y Flores und Herr Lizano y Avendaño Saturnino Lizano Gutiérrez war Mitglied der Partido Liberal.
Er heiratete am 4. April 1875 Angélica Guardia Solórzano, die Tochter von Tomás Guardia Gutiérrez. In dieser Ehe wurden zwei Kinder geboren: Gonzalo und María del Rosario Lizano Guardia. Er war Landwirt und Händler vorzugsweise in der Gegend von Puntarenas.
1869–1870 war er Abgeordneter im Parlament. 1870 war er Delegierter bei einer verfassungsgebenden Versammlung. Von Mai bis Juli 1876 war er Regierungsminister und Industrieminister. Im Juli 1876 war er Generalminister. 1876–1877 war er Minister für Regierung, öffentliche Arbeiten, Krieg und Marine. Juli–August 1876 war er Außenminister. 1877–1878 war er Finanzbeauftragter der Regierung von Costa Rica in London. 1880–1882 war er Regierungsminister und 1881–1882 Stellvertreter seines Schwiegervaters, des Präsidenten.

## Präsidentschaft
Als im Juli 1882 sein Schwiegervater Tomás Guardia Gutiérrez krank wurde, wurde er geschäftsführender Präsident. Als Tomás Guardia Gutiérrez am 6. Juli 1882 starb, blieb er geschäftsführender Präsident. Am 20. Juli 1882 berief er den siebten Stellvertreter Próspero Fernández Oreamuno sein Amt stellvertretend zu übernehmen. Dieser trat sein Amt am 10. August 1882 an.
Nach der Präsidentschaft war er Nachrückabgeordneter für Alajuela, Abgeordneter und Gouverneur für Puntarenas.